# 19 Recordings
La 19 Recordings è un'etichetta discografica statunitense avente sede a New York. Fondata nel Regno Unito dall'inglese Simon Fuller nel 1999, dagli anni 2000 l'etichetta è conosciuta perché fornisce i contratti agli artisti vincitori del format televisivo Idols.

## Distribuzione
Nel periodo 1999-2000, la EMI si è occupata della distribuzione. Dal 2001 al 2004, la maggior parte degli artisti associati alla 19 Recordings sono stati distribuiti dalla Bertelsmann Music Group (BMG). Con la fusione della BMG alla Sony Music Entertainment, la distribuzione della 19 Recordings è stata gestita da RCA Music Group, nel periodo 2005-2010. Dal 2011 la 19 Recordings è in società con la Universal Music Group per la distribuzione attraverso la Interscope-Geffen-A&M.